# Ghiacciaio Rubey
Il ghiacciaio Rubey (in inglese Rubey Glacier) è un ghiacciaio ricco di crepacci situato sulla costa di Hobbs, nella parte occidentale della Terra di Marie Byrd, in Antartide. Il ghiacciaio, il cui punto più alto si trova ad oltre 600 m s.l.m., fluisce verso nord fino ad unire il proprio flusso a quello del ghiacciaio Hull poco a est del monte Giles.

## Storia
Il ghiacciaio Rubey è stato mappato dallo United States Geological Survey grazie a ricognizioni terrestri dello stesso USGS e a fotografie aeree scattate dalla marina militare statunitense nel periodo 1959-65; esso è stato poi così battezzato dal Comitato consultivo dei nomi antartici in onore del capitano Ervin B. Rubey, della USN, comandante delle Attività di supporto antartiche presso la stazione McMurdo nell'estate 1969-70.